# 休斯鎮區 (密蘇里州諾德韋縣)
休斯鎮區（英語：Hughes Township）是位於美國密蘇里州諾德韋縣的一個行政鎮區。

## 地方資料
休斯鎮區的面積為166.47平方千米，當中陸地面積為166.32平方千米，而水域面積為0.15平方千米。根據2020年美國人口普查的數據，當地共有人口411人，而人口密度為每平方千米2.47人。